# 衛戴公
衞戴公（？—前660年），姬姓，名申，是衞昭伯之子，衞懿公之堂弟，也是衛惠公同母弟，在位一年后病死。

其弟開方為齊桓公寵臣，故桓公將開方立為衞君。
| 前任： 堂兄衞懿公 | 衞國君主 前660年 | 繼任： 弟衞文公 |

1. ↑  《史記·衛康叔世家》：戴公申元年卒。